# McLaren Elva
McLaren Elva – supersamochód klasy średniej wyprodukowany pod brytyjską marką McLaren w 2020 roku.

## Historia i opis modelu

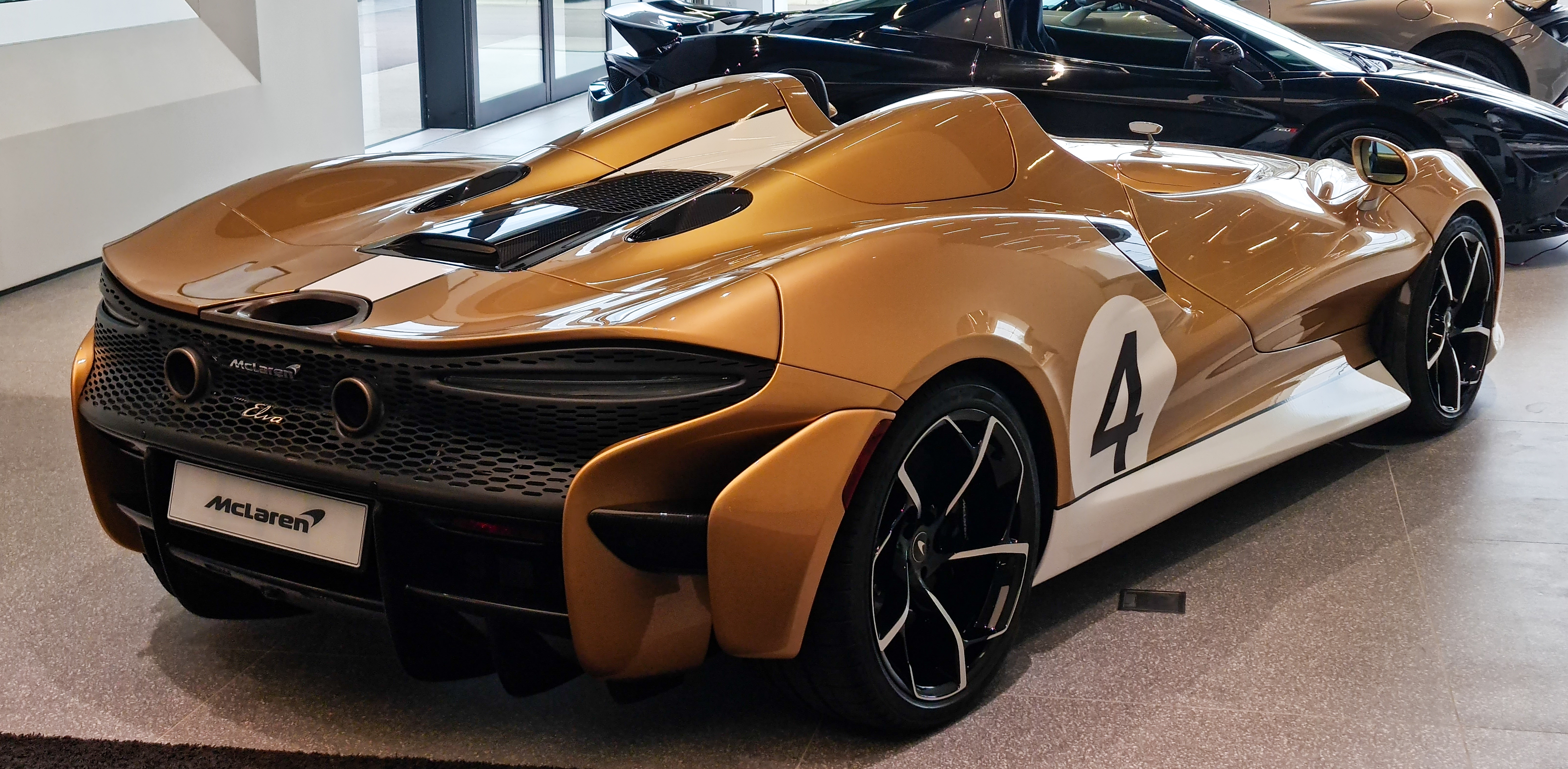
McLaren Elva - tył

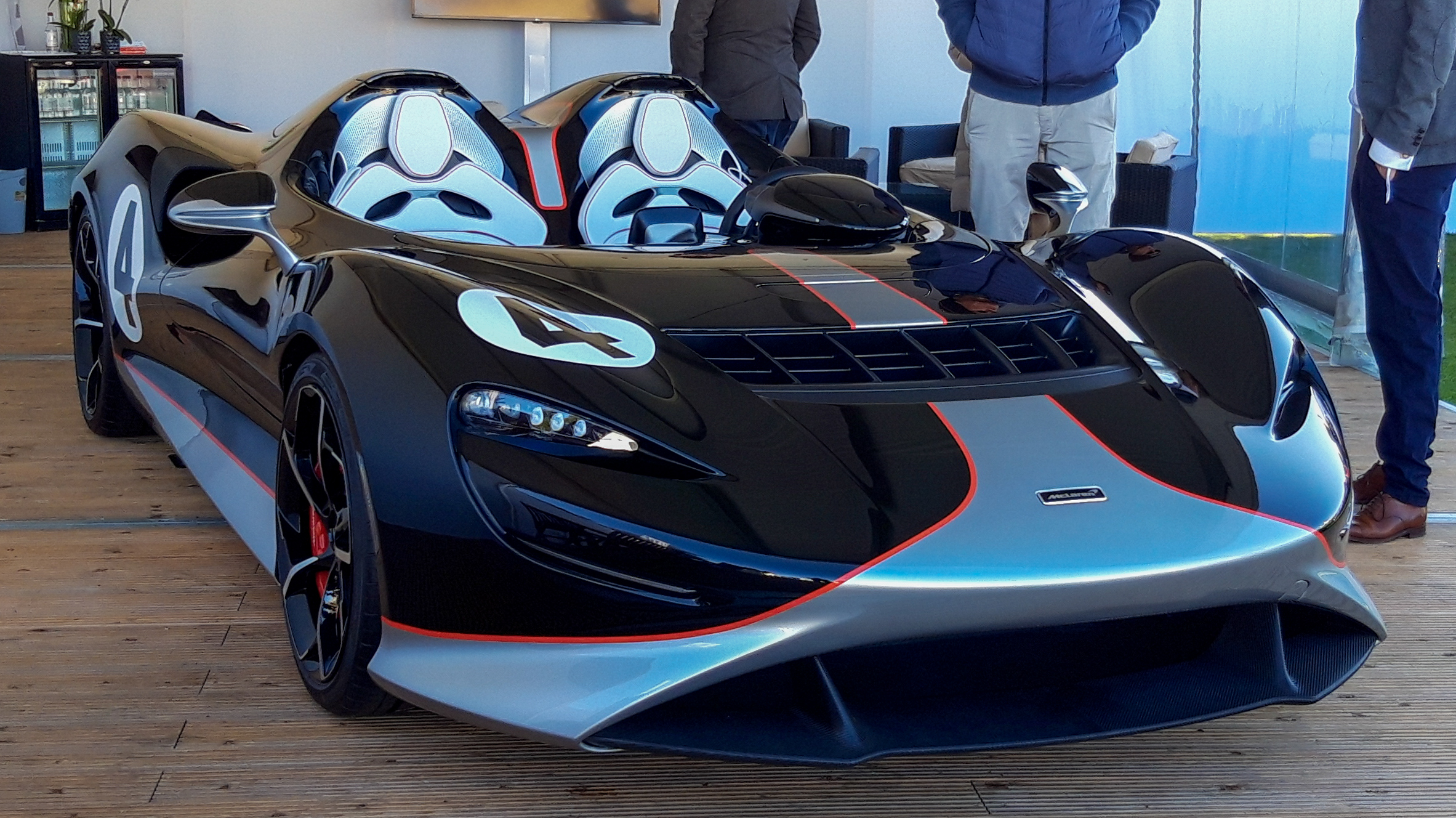
McLaren Elva - inna kolorystyka

W ramach ofensywy modelowej, która pod koniec drugiej dekady XXI wieku przyniosła wzmożoną rozbudowę portfolio McLarena, w listopadzie 2019 roku przedstawiony został model Elva radykalnie odbiegający od formuły, w jakiej zbudowano inne modele firmy.
Samochód przyjął awangardową koncepcję dwumiejscowej barchetty pozbawionego nie tylko dachu i słupków bocznych, ale i czołowej szyby. Koncepcja Elvy została zainspirowana samochodami wyścigowymi, których opracowaniem zajmował się Bruce McLaren w latach 60. XX wieku. Samochód ma swoją formą oferować doznania typowe dla ówczesnych bolidów poruszających się po torze, będąc jednocześnie dopuszczonym do jazdy po publicznych drogach.
Pomimo odmienności w konstrukcji, McLaren Elva zyskał liczne rozwiązania stylistyczne nawiązujące do pozostałych modeli brytyjskiej firmy, na czele ze stylizacją pasa przedniego, aerodynamicznie ukształtowaną sylwetką oraz masywnym tyłem z wąskimi lampami. Elva jest pojazdem dwumiejscowym, z deską rozdzielczą w minimalistycznym wzornictwie tożsamym z innymi modelami McLarena.
Samochód wyróżnia się najniższą masą całkowitą spośród wszystkich modeli McLarena - wynosi ona 1198 kg. Umiejscowiony z tyłu 4-litrowy silnik benzynowy typu V8 rozwija 815 KM mocy maksymalnej i 800 Nm momentu obrotowego.

### Sprzedaż
McLaren Elva to samochód limitowany - w 2020 roku, producent określił, że ciągu tego roku zbuduje nie więcej niż 249 sztuk pojazdu. W październiku 2020 roku odbyła się polska premiera pojazdu, gdzie nabywców znalazły 3 sztuki, a najtańsza cena wywoławcza za jeden określona została na 9 milionów złotych.

### Silnik
- V8 4.0l Twin-turbo